# Robert III. Clément
Robert III. Clément († 10. Mai 1181) aus der Familie der Clément du Mez war ein französischer Adliger und Herr von Le Mez Maréchal und Château-Landon, der unter König Ludwig VII. – ebenso wie sein Bruder Gilles Clément († 1182) – an der Regierung des Landes teilhatte.
Nach dem Tod Ludwigs VII. (1180) wurde er der Erzieher des jungen Königs Philipp II.
Robert Clément ist der Vater der französischen Marschälle Albéric Clément (für den das Marschallamt geschaffen wurde) und Henri I. Clément. Ein weiterer Bruder Roberts war Guarmont, Abt von Pontigny.